# Bystrez (Werchowyna)
Bystrez (ukrainisch Бистрець; russisch Быстрец, polnisch Bystrzec) ist ein Huzulen-Dorf in der ukrainischen Oblast Iwano-Frankiwsk im Südosten der „Schwarzen Berge“ mit etwa 350 Einwohnern (2001).

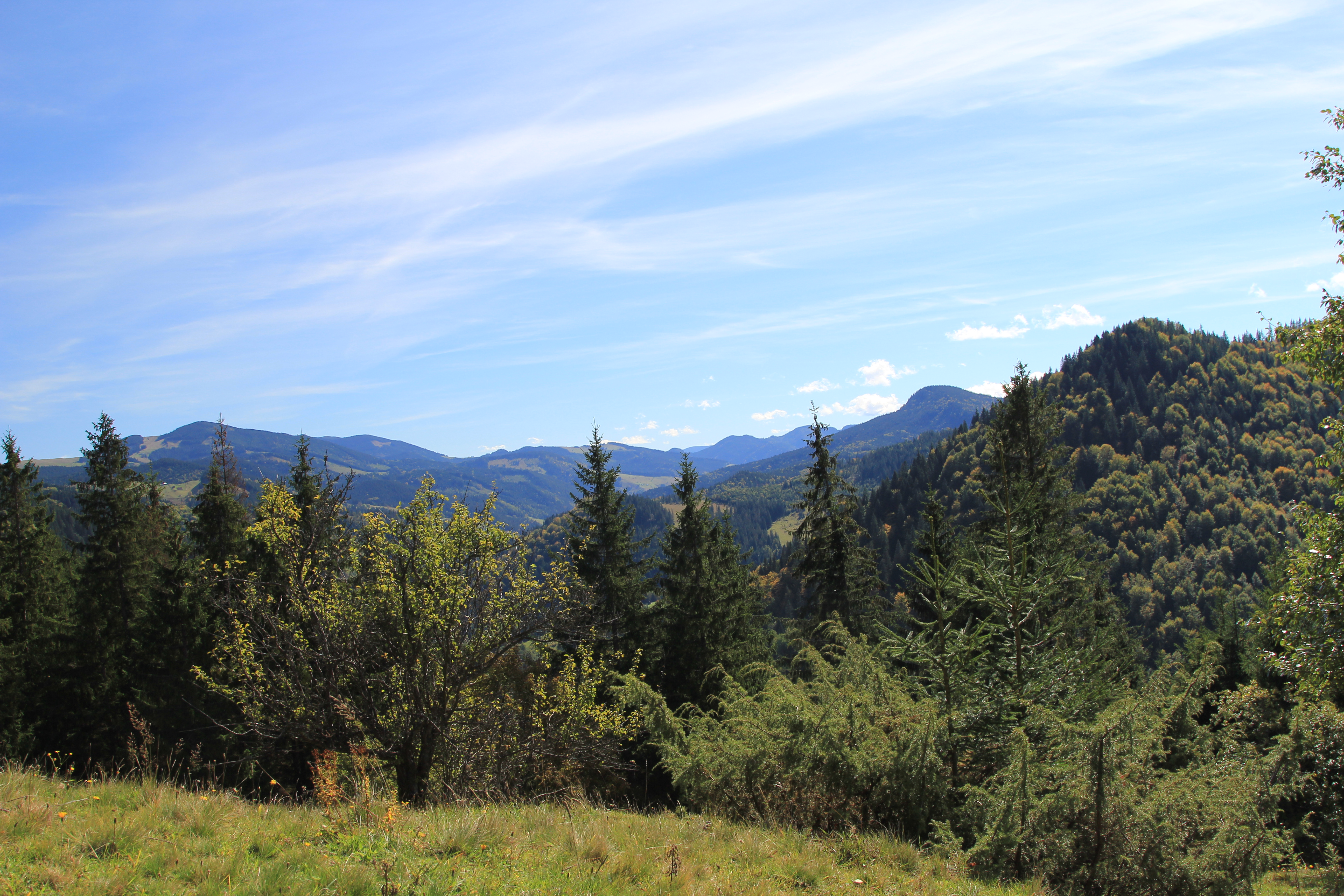
Die Karpaten bei Bystrez

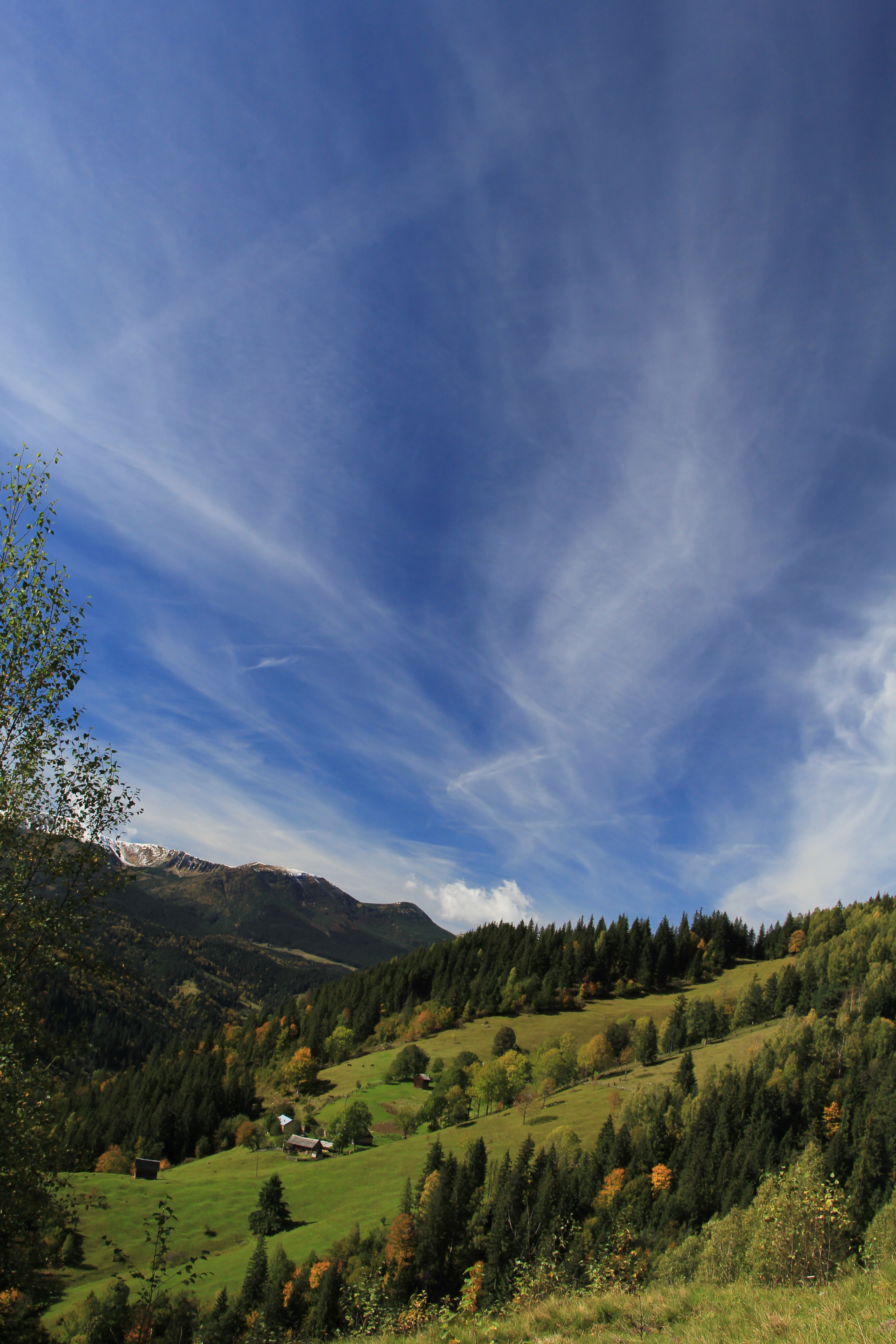
Blick auf einen Hof in Bystrez

## Geschichte
Das im 15. Jahrhundert gegründete und erstmals 1893 schriftlich erwähnte Dorf wurde oft von dem ukrainischen Schriftsteller Iwan Franko besucht. Im Osten des Dorfes steht eine Holzkirche aus dem Jahr 1872.

## Gemeinde
Am 27. Februar 2020 wurde das Dorf ein Teil der neu gegründeten Landgemeinde Selene im Rajon Werchowyna, bis dahin bildete es zusammen mit dem Dorf Dsembronja die gleichnamige Landratsgemeinde Bystrez (Бистрецька сільська рада/Bystrezka silska rada) im Norden des Rajons.

## Geographische Lage
Die Ortschaft liegt in der historischen Region Pokutien in den Waldkarpaten innerhalb des Nationalparks Karpaten auf einer Höhe von 753 m. Durch das Gemeindegebiet fließen die Gebirgsbäche Bystrez (Бистрець) und Dsembronja (Дземброня), die beiden dem Tschornyj Tscheremosch zufließen. Das Dorf ist von zahlreichen Bergen umgeben, von denen einige zu den höchsten der Ukraine gehören, so der 2038 m hohe Brebeneskul, der 2001 m hohe Rebra und der 1863 m hohe Schpyzi (ukrainisch Шпиці).
Bystrez befindet sich 13 km westlich vom Rajonzentrum Werchowyna und 120 km südlich vom Oblastzentrum Iwano-Frankiwsk.